# LP (співачка)

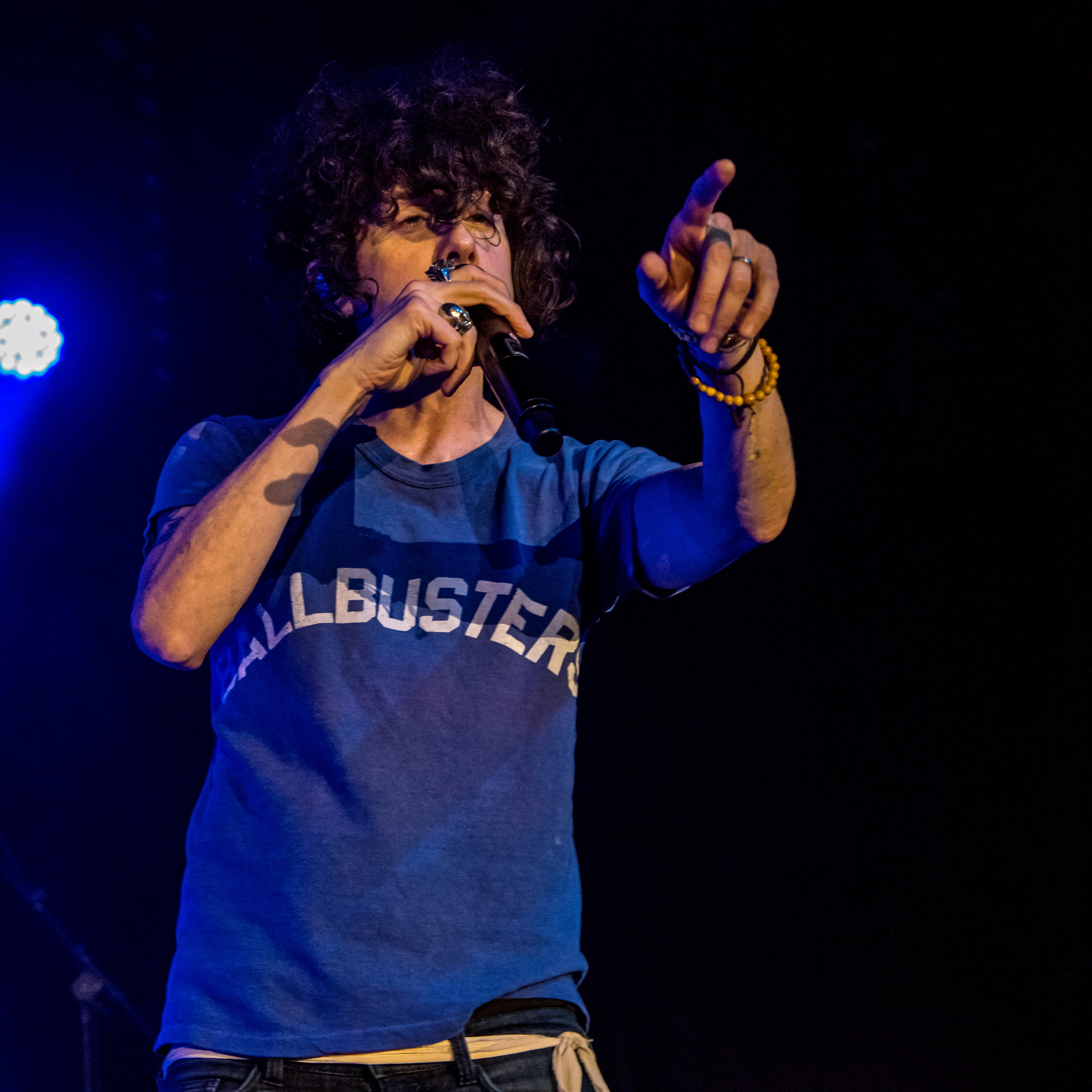
LP на ZMF 2018 у Фрайбурзі

Лора Перґоліцці(англ. Laura Pergolizzi, 18 березня 1981 р., Лонг-Айленд, штат Нью-Йорк, виступає під ініціалами LP) — американська співачка, автор-виконавець. Авторка пісень для таких виконавців, як Ріанна, Крістіна Агілера, Ріта Ора, Backstreet Boys, Шер, Джо Уолш, Cher Lloyd, Елла Хендерсон, The Veronicas та інших.

## Біографія

### Ранні роки та кар'єра
Народилася 18 березня 1981 року на Лонг-Айленді. Лора Перґоліцці — італійка за походженням, її бабуся і дідусь родом з Неаполя та Палермо, мати неаполітанка, а батько наполовину сицилієць, наполовину ірландець. Після закінчення школи ім. Волта Вітмена (Walt Whitman High School) Лора переїхала до Нью-Йорка і в цей час узяла псевдонім «LP». Її помітив американський режисер, продюсер та сценарист Девід Ловері (David Lowery) — LP була однією з учасниць альбому «Cinderella» 1998 року групи «Gentleman's Blues». Ловері посприяв виходу дебютного альбому LP «Heart-Shaped Scar» («Шрам у формі серця»), який у 2001 році випустила студія Koch Records.
Другий альбом LP, «Suburban Sprawl & Alcohol», був виданий у червні 2004 року студією Lightswitch Records. На записі вона співпрацювала з авторкою пісень та продюсеркою музики Ліндою Перрі. Та попри великі гастролі і позитивні відгуки музичних критиків, альбом не отримав широкого визнання.
У 2010 році переїхала до Лос-Анджелеса. Свій перший прорив як авторка вона зробила написавши у співавторстві пісню для Ріанни «Cheers (Drink to That)», яка вийшла 12 листопада 2010 року у п'ятому альбомі Ріанни Loud на лейблі Def Jam Recordings. У своєму інтерв'ю на MTV News, Ріанна зізналася, що ця пісня — одна з її улюблених в альбомі. Також Лаура була авторкою пісні «Beautiful People», записаної Крістіною Агілерою. Причому, за повідомленням LP, цей запис відбувся в будинку Ніколь Шерзінгер. Лаура співпрацювала з групами Backstreet Boys, The Veronicas і зі співачкою Шер.
У 2012 році вона стала першою жінкою, обраною Martin Guitar Ambassador. У травні 2012 року журнал Vogue обрав Лору Перґоліцці виконавцем тижня (Artist of the Week).
В 2012 році LP випустила свій сингл «Into the Wild» («В дикій природі») та зняла на нього кліп. В тому ж році вийшов міні-альбом з п'ятьма синглами «Into the Wild» (Live At EastWest Studios), записаний з виступу наживо.
В 2014 році вийшов сингл «Night Like This» (Така ніч, як ця), того ж року 2 червня вийшов третій студійний альбом «Forever For Now» («Назавжди»), в якому побачили світ 12 пісень. Пісня «Forever For Now» присвячена матері, яка померла.
В 2015 році виходить сингл «Lost on you» («Загублена в тобі»), який в кінцевому результаті приніс LP світову славу. Також у цьому ж році вийшов сингл «Muddy Waters», який згодом став головним саундтреком в заключній серії 4 сезону серіалу «Orange Is New Black» («Помаранчевий — хіт сезону»).
В 2016 році вийшов міні-альбом «Death Valley» («Долина смерті»), до якого увійшли 5 пісень, які згодом були видані у четвертому повноцінному альбомі. Того ж року 9 грудня вийшов четвертий студійний альбом «Lost on you» («Загублено на тебе»), до якого увійшли 10 пісень.
У липні 2016 року артистка успішно виступила з піснею «Lost on you» в Римі на фестивалі «Coca Cola Summer Festival 2016». Режисером відеокліпу для цієї пісні став Chuck David Willis. Сингл зайняв першу позицію в хіт-парадах Франції, Бельгії, Польщі, Греції та Ізраїлю і третю в Італії. Як підтвердила сама LP, композиція присвячена колишній подрузі, Темзін Браун (Tamzin Brown), стосунки з якою на даний момент закінчені.
В 2017 вийшла розширена версія («Deluxe Edition») альбому «Lost on you» («Загублено на тебе»), який доповнився ще 6 піснями. Також була видана розширена версія альбому «Forever For Now».
7 грудня 2018 року LP видала свій п'ятий студійний альбом «Heart to Mouth» («Від серця в уста»), до якого увійшло 12 пісень. Було знято відеокліп на пісні «Girls Go Wild» («Дівчата стають дикими») та «Recovery» («Відновлення»).
В 2019 році заплановано тур по Північній Америці, Росії, Україні та Європі [Архівовано 23 квітня 2022 у Wayback Machine.] в підтримку альбому «Heart to Mouth» («Від серця в уста»). На концерти, які ще не відбулися в багатьох місцях вже продані всі квитки, що свідчить про великий ріст популярності LP як співачки та автора пісень.

### Особисте життя
З 2015 року перебуває у стосунках зі співачкою Лорен Рут Уорд (Lauren Ruth Ward). Також у пари є собака породи бельгійський грифон, на прізвисько Орсон. 11 липня 2017 року пара заручилася.

### LP та Україна
Вперше співачка відвідала Україну з концертом 27 червня 2017 року в м. Київ. І зразу ж зібрала повний зал шанувальників, всі квитки були продані.
У наступний коротким приїзд 11 листопада 2017 року вона виступила в телевізійному шоу Х-фактор як спеціальний гість, також виконали три своїх відомі пісні з альбому «Lost on you» («Загублено на тобі»).
Другий повноцінний концерт відбувся 12 грудня 2017 року у Палаці спорту, який також відзначився аншлагом. Як згодом, улітку 2018 року, зізналася виконавиця в інтерв'ю на фестивалі в Україні — це був для неї наймасштабніший концерт в закритому приміщення, адже Палац спорту поміщає 10 000 глядачів.
5 липня 2018 року LP приїхала в Україну виступити на фестивалі Atlas Weekend (Атлас Вікенд). Вона була основним артистом на головній сцені.

### Скандал
У лютому 2024 року у сторіс Instagram виклала футболку з російським прапором яка подарувала її фанатка . На що українські користувачі обурились та нагадали що вона підтримує цим країну агресора. Після хейту вона вибачилась.  Пізніше країна Литва скасувала її концерт.

### Фан-клуб LP в Україні
Співачка має свій офіційний фан-клуб в Україні LPfanua [Архівовано 13 січня 2019 у Wayback Machine.].
Офіційною датою створення фан-клубу вважається 24 квітня 2017 року. Гасло — «You are our Levitator» (перефразована цитата з пісні LP «Levitator»). Історія створення LPfanua бере свій початок з 2004 року. Коли пісні LP ще не крутили по телебаченню та радіо, а соціальні мережі тільки розвивалися. Приблизно тоді і була створена перша група прихильників творчості LP в соціальній мережі «ВКонтакті». Фан-клуб об'єднав у собі: старшокласників і студентів, юристів і дизайнерів, стилістів і журналістів, викладачів і лікарів — людей різного віку та професій. Шанувальники Лаури часто організовують зустрічі по всій Україні. Зазвичай у великих містах таких як Київ, Дніпро, Харків, Одеса та Львів. Серед традицій фан-клубу — пряники ручної роботи, які фанати дарують LP на кожному її концерті в Україні. Традиційна атрибутика фан-клубу — це оригінальні футболки з ескізом, подарованим фан-клубу художником з Лондона Полом Аттвудом (Paul Attwood). Крім авторських футболок Lpfanua фан-клуб використовує спеціальні значки, браслети, прапори та прапорці, які вирізняють членів клубу поміж інших прихильників LP. Для фан-клубу співачка підписала прапор України, який об'їхав 11 міст України.
Найбільша активність спільноти в соціальних мережах «Фейсбук»(«Facebook») та «Інстаграм» («Instagram»), де можна знайти їхні сторінки і дізнатись багато цікавого та нового про Лауру.

### Тур в Україні 2019 року
У квітні 2019 року LP відвідала 4 міста в Україні в підтримку нового альбому Heart To Mouth [Архівовано 9 липня 2016 у Wayback Machine.] («Від серця в уста»).

## Галерея

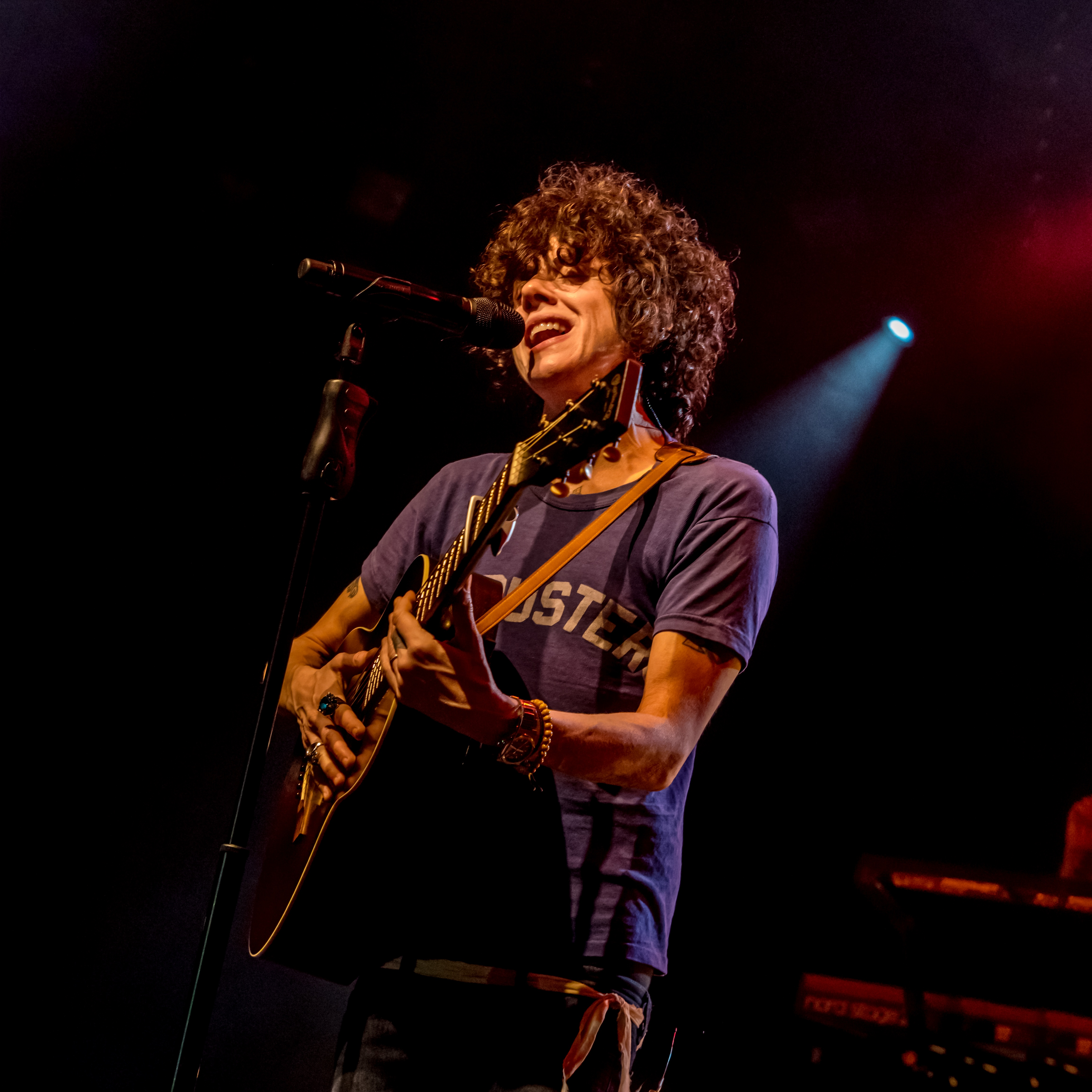
Співачка на концерті в Німеччині в 2018
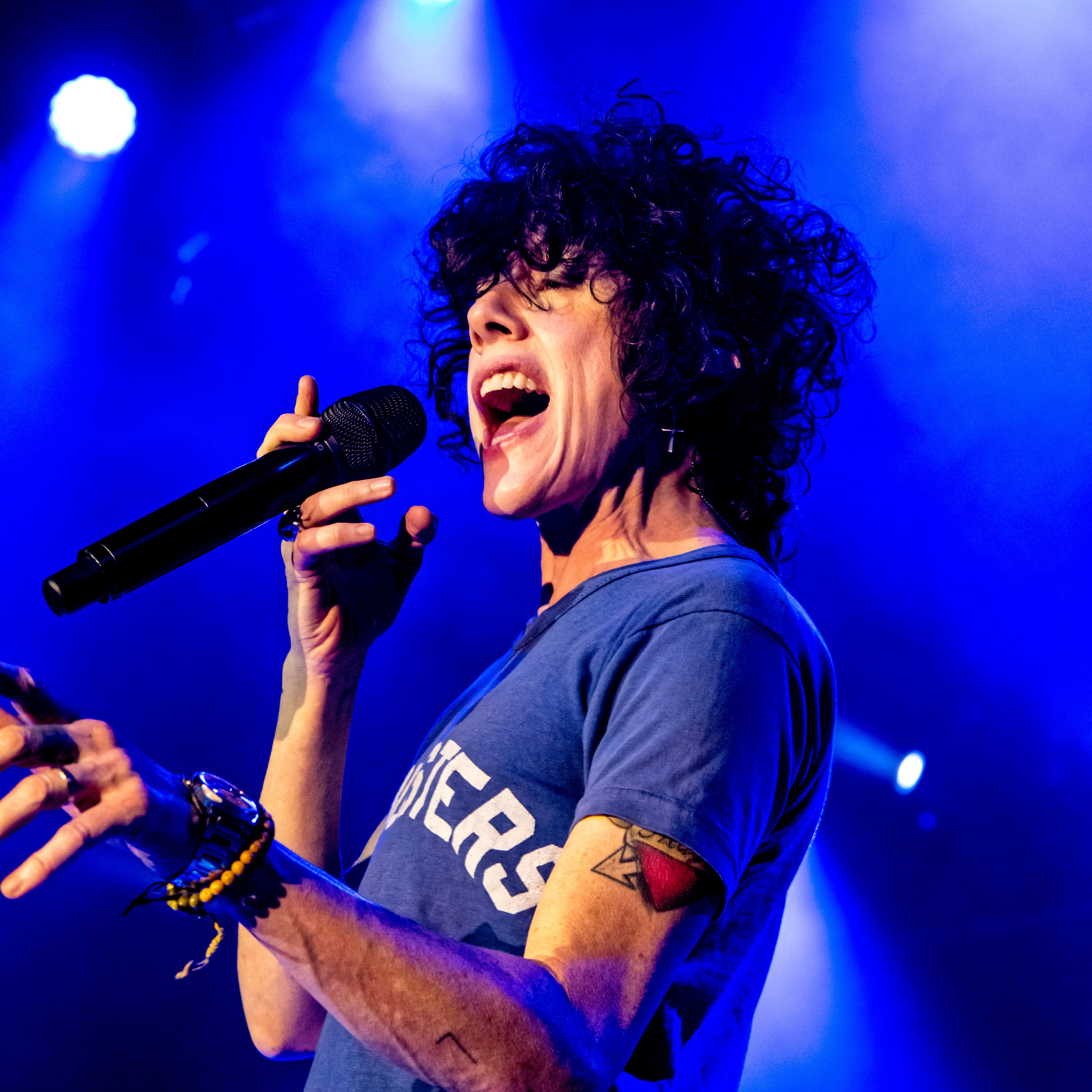
Співачка на концерті в Німеччині в 2018

## Дискографія

### Студійні альбоми
| Назва                     | Деталі                                                                                      | Вища позиція | Вища позиція | Вища позиція |
| Назва                     | Деталі                                                                                      | US           | US Heat      | US South     |
| ------------------------- | ------------------------------------------------------------------------------------------- | ------------ | ------------ | ------------ |
| Heart-Shaped Scar         | - Вихід: 2001 - Формати: CD, цифрова дистрибуція - Лейбл: Koch Records                      | —            | —            | —            |
| Suburban Sprawl & Alcohol | - Вихід: 29 червня 2004 - Лейбл: Lightswitch Records - Формати: CD, цифрова дистрибуція     | —            | —            | —            |
| Forever for Now           | - Вихід: 2 червня 2014 - Лейбл: Warner Bros. Records - Формати: CD, LP, цифрова дистрибуція | 132          | 2            | 5            |
| Lost on You               | - Вихід: 9 грудня 2016 - Лейбл: Warner Bros. Records - Формати: CD, цифрова дистрибуція     |              |              |              |
| Heart to Mouth            | - Реліз: 7 грудня 2018 - Лейбл: Vagrant Records - Формати: CD, цифрова дистрибуція          | —            | —            | —            |

### Сингли
| Назва                  | Рік  | Найвища позиція | Найвища позиція | Найвища позиція | Найвища позиція | Найвища позиція | Найвища позиція | Найвища позиція | Найвища позиція | Найвища позиція | Сертифікації                                                                                | Альбом                                  |
| Назва                  | Рік  | US Rock         | BEL (Wa)        | FRA             | GRE             | ITA             | JPN             | POL             | SPA             | SWI             | Сертифікації                                                                                | Альбом                                  |
| ---------------------- | ---- | --------------- | --------------- | --------------- | --------------- | --------------- | --------------- | --------------- | --------------- | --------------- | ------------------------------------------------------------------------------------------- | --------------------------------------- |
| «Into the Wild» (Live) | 2012 | —               | —               | —               | —               | —               | —               | —               | —               | —               |                                                                                             | Into the Wild: Live at EastWest Studios |
| «Into the Wild»        | 2012 | —               | —               | —               | —               | —               | —               | —               | —               | —               |                                                                                             |                                         |
| «Night Like This»      | 2014 | —               | —               | —               | —               | —               | 35              | —               | —               | —               | Forever for Now                                                                             |                                         |
| «Someday»              | 2014 | —               | —               | —               | —               | —               | —               | —               | —               | —               |                                                                                             |                                         |
| «Muddy Waters»         | 2016 | 42              | —               | —               | —               | —               | —               | —               | —               | —               | - FIMI: 3× Platinum - IFPI GRE: Platinum - IFPI SWI: Gold - SNEP: Platinum - ZPAV: Platinum |                                         |
| «Lost on You»          | 2016 | 45              | 1               | 1               | 1               | 5               | —               | 1               | 9               | 5               | - FIMI: 3× Platinum - IFPI GRE: Platinum - IFPI SWI: Gold - SNEP: Platinum - ZPAV: Platinum | Death Valley EP                         |